# Gabrovec pri Dramljah
Gabrovec pri Dramljah este o localitate din comuna Vojnik, Slovenia, cu o populație de 30 de locuitori.